# Entocythere cambaria
Entocythere cambaria är en kräftdjursart som först beskrevs av Marshall 1903.  Entocythere cambaria ingår i släktet Entocythere och familjen Entocytheridae. Inga underarter finns listade i Catalogue of Life.